# Gonomyia brachyglossa
Gonomyia brachyglossa är en tvåvingeart som beskrevs av Alexander 1948. Gonomyia brachyglossa ingår i släktet Gonomyia och familjen småharkrankar. Inga underarter finns listade i Catalogue of Life.